# Tres Arroyos (partido)
Tres Arroyos (Partido de Tres Arroyos) is een partido in de Argentijnse provincie Buenos Aires. Het bestuurlijke gebied telt 57.214 inwoners. Tussen 1991 en 2001 steeg het inwoneraantal met 1 %.

## Geschiedenis
Eind 19e eeuw heeft Argentinië veel immigranten binnengehaald door de overtocht naar Argentinië gratis te maken. Vanuit Nederland vertrokken de eerste migranten rond 1899. Deze groep, die voornamelijk bestond uit gereformeerde boeren, vestigde zich o.a. in Tres Arroyos. De afstammelingen van deze eerste Nederlandse immigranten voelen zich ook nu nog nauw verbonden met het land waar hun voorouders vandaan zijn gekomen. De aanwezigheid van een Nederlands consulaat in de stad Tres Arryosis daar een bewijs van.

## Plaatsen in partido Tres Arroyos
- Balneario Orense
- Claromecó
- Copetonas
- Dunamar
- Lin Calel
- Micaela Cascallares
- Orense
- Reta
- San Francisco de Bellocq
- San Mayol
- Tres Arroyos
- Barrow (Villa Rodríguez)